# Neobrotica pluristica
Neobrotica pluristica är en skalbaggsart som beskrevs av Henry Clinton Fall 1910. Neobrotica pluristica ingår i släktet Neobrotica och familjen bladbaggar. Inga underarter finns listade i Catalogue of Life.